# Granges-d’Ans
Granges-d’Ans (okzitanisch gleichlautend) ist eine französische Gemeinde mit 148 Einwohnern (Stand 1. Januar 2022) im Département Dordogne in der Region Nouvelle-Aquitaine (vor 2016 Aquitaine). Sie gehört zum Arrondissement Sarlat-la-Canéda (bis 2017 Périgeux) und zum Kanton Le Haut-Périgord noir. Die Bewohner werden Grangeois und Grangeoises genannt.

## Geografie
Granges-d’Ans liegt etwa 32 Kilometer ostnordöstlich von Périgueux. 
Nachbargemeinden sind Hautefort im Norden, Nailhac im Osten, Saint-Rabier im Südosten und Süden, Sainte-Orse im Westen sowie Temple-Laguyon im Nordwesten. 

## Bevölkerungsentwicklung
| Jahr                       | 1962 | 1968 | 1975 | 1982 | 1990 | 1999 | 2006 | 2019 |
| -------------------------- | ---- | ---- | ---- | ---- | ---- | ---- | ---- | ---- |
| Einwohner                  | 361  | 314  | 259  | 227  | 209  | 208  | 172  | 146  |
| Quellen: Cassini und INSEE |      |      |      |      |      |      |      |      |

## Sehenswürdigkeiten

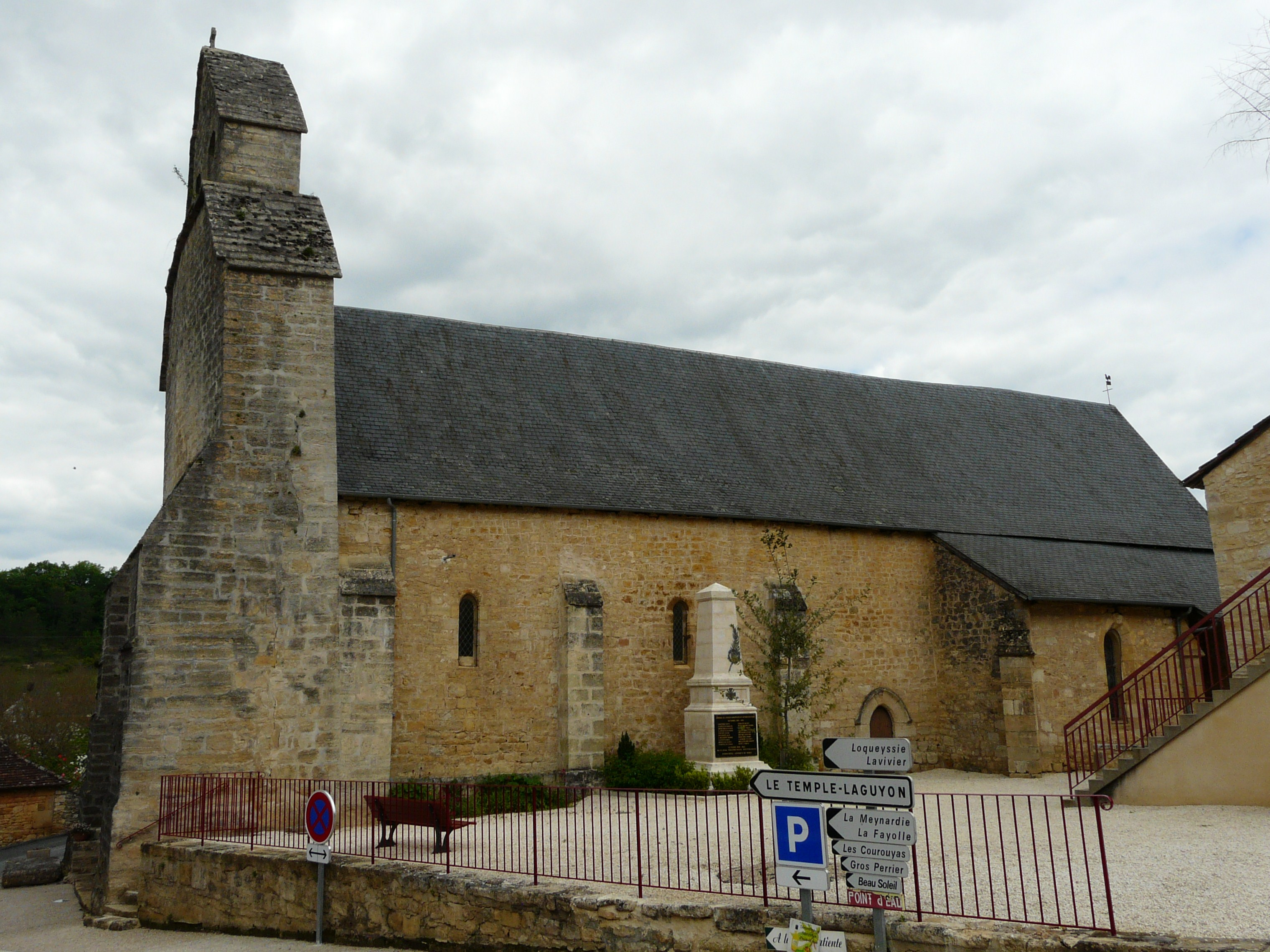
Kirche Saint-Martin

- Kirche Saint-Martin

## Gemeindepartnerschaft
Mit der belgischen Gemeinde Ans in der Provinz Liège (Wallonien) besteht eine Partnerschaft.